# Tykadla (galaxie)
Galaxie Tykadla (také známé jako Arp 224, NGC 4038/NGC 4039, Galaxie Antény nebo Caldwell 60/61) jsou dvojice interagujících galaxií v souhvězdí Havrana vzdálená přibližně 70 milionů světelných let. Objevil ji britský astronom William Herschel 7. února 1785. V současnosti prochází obdobím prudké tvorby hvězd, která je způsobena srážkami mračen plynů a prachu v propletených magnetických polích. Galaxie jsou v atlasu pekuliárních galaxií označeny jako Arp 244.

## Pozorování

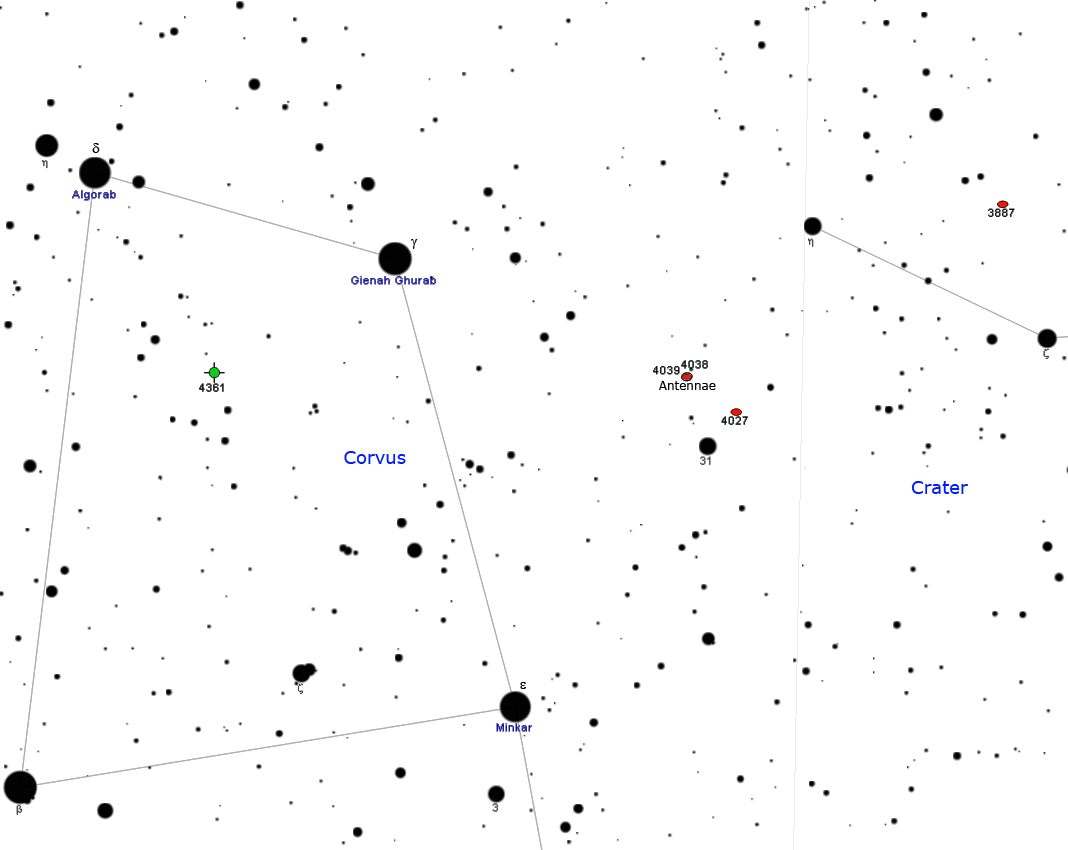
Poloha galaxií Tykadel v souhvězdí Havrana

Na obloze se nachází v západní části souhvězdí u hranice se souhvězdím Poháru, 0,75 stupně severně od hvězdy 31 Crateris a 3,25 stupně jihozápadně od hvězdy Gienah (γ Crv).
Můžeme je vidět středně velkým amatérským astronomickým dalekohledem jako drobnou mlhavou skvrnku ve tvaru srdce. 40 úhlových minut jihozápadně od NGC 4038 se nachází galaxie NGC 4027. Větší dalekohled ukáže další podrobnosti, ale tykadla jsou tak slabá, že nejsou viditelná.

## Popis

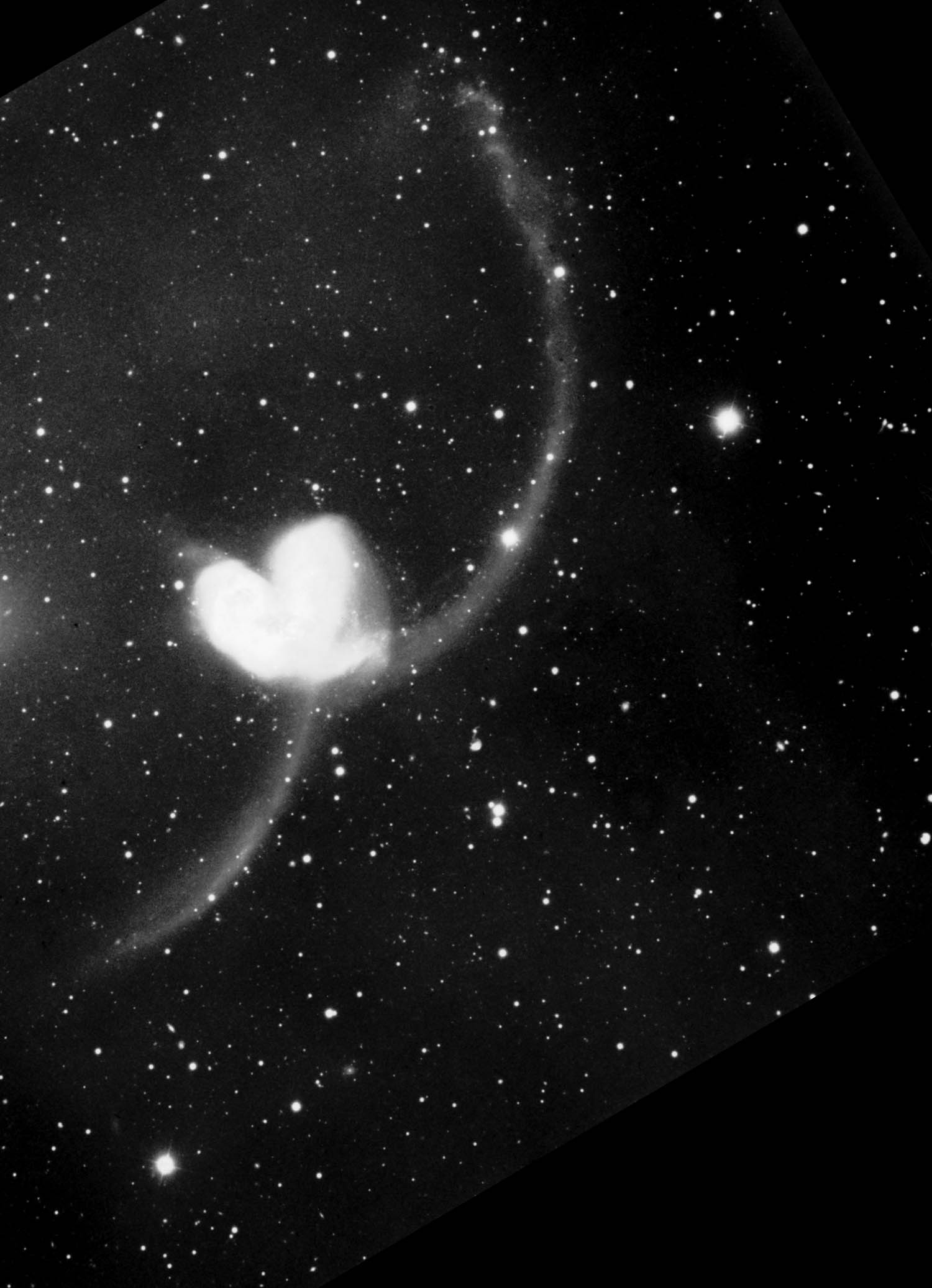
Snímek galaxií Tykadel z pozemního dalekohledu.

Galaxie Tykadla prochází galaktickou srážkou. V důsledku této srážky vznikly dva dlouhé slapové ohony, které vypadají jako hmyzí tykadla (anglicky antennae) a jsou tvořeny z galaxií vyvrženými hvězdami, plyny a prachem. Jádra těchto dvou galaxií se spojují a vznikne z nich jedna velká galaxie. Většina galaxií pravděpodobně projde ve svém životě přinejmenším jednou významnou srážkou. Toto asi v budoucnu čeká i naši Mléčnou dráhu, když se srazí s Galaxií v Andromedě.
NGC 4038 je nejvýznamnější člen Skupiny galaxií NGC 4038, která leží ve vzdálenosti 70 milionů světelných let a kam patří i NGC 4039, NGC 3957, NGC 3981, NGC 4027 a několik dalších galaxií.

## Supernovy
V galaxii NGC 4038 zatím bylo pozorováno pět supernov: SN 1921A, SN 1974E, SN 2004GT, SN 2007sr (typ Ia, magnituda 12,9) a SN 2013dk.

## Vývoj
Před 1,2 miliardami let byla Tykadla oddělené galaxie. Spirální galaxie NGC 4039 byla větší než spirální galaxie s příčkou NGC 4038. Před 900 miliony let vypadala Tykadla podobně jako NGC 2207 a IC 2163. Před 600 miliony let se galaxie minuly a vypadaly jako NGC 4676 (galaxie Myši). Před 300 miliony let začaly z galaxií vystupovat dva proudy hvězd, které dnes zasahují daleko za hranice původních galaxií a vypadají jako tykadla.
Během 400 milionů let splynou jádra těchto galaxií do jediného jádra obklopeného hvězdami, prachem a plyny. Pozorování a simulace interagujících galaxií naznačují, že se Tykadla nakonec stanou eliptickou galaxií.
Rentgenová observatoř Chandra objevila při rozboru galaxií Tykadel oblasti obsahující velké množství neonu, hořčíku a křemíku. Tyto prvky jsou nezbytné pro planety, na kterých by mohl vzniknout život. Pozorované oblasti obsahovaly 16 krát více hořčíku a 24 krát více křemíku než Slunce.

## Galerie obrázků

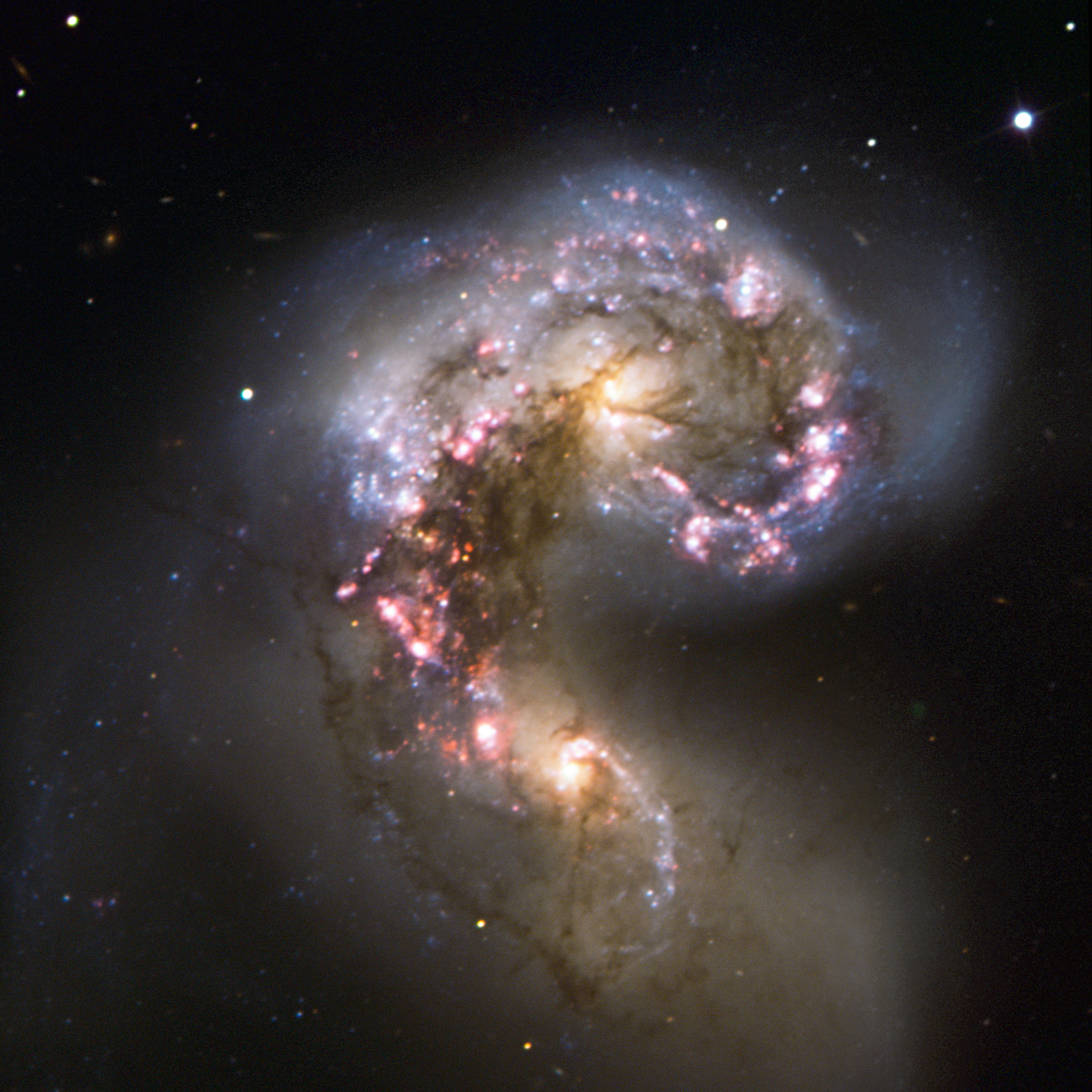
Pohled na Tykadla teleskopem VLT na observatoři ESO.
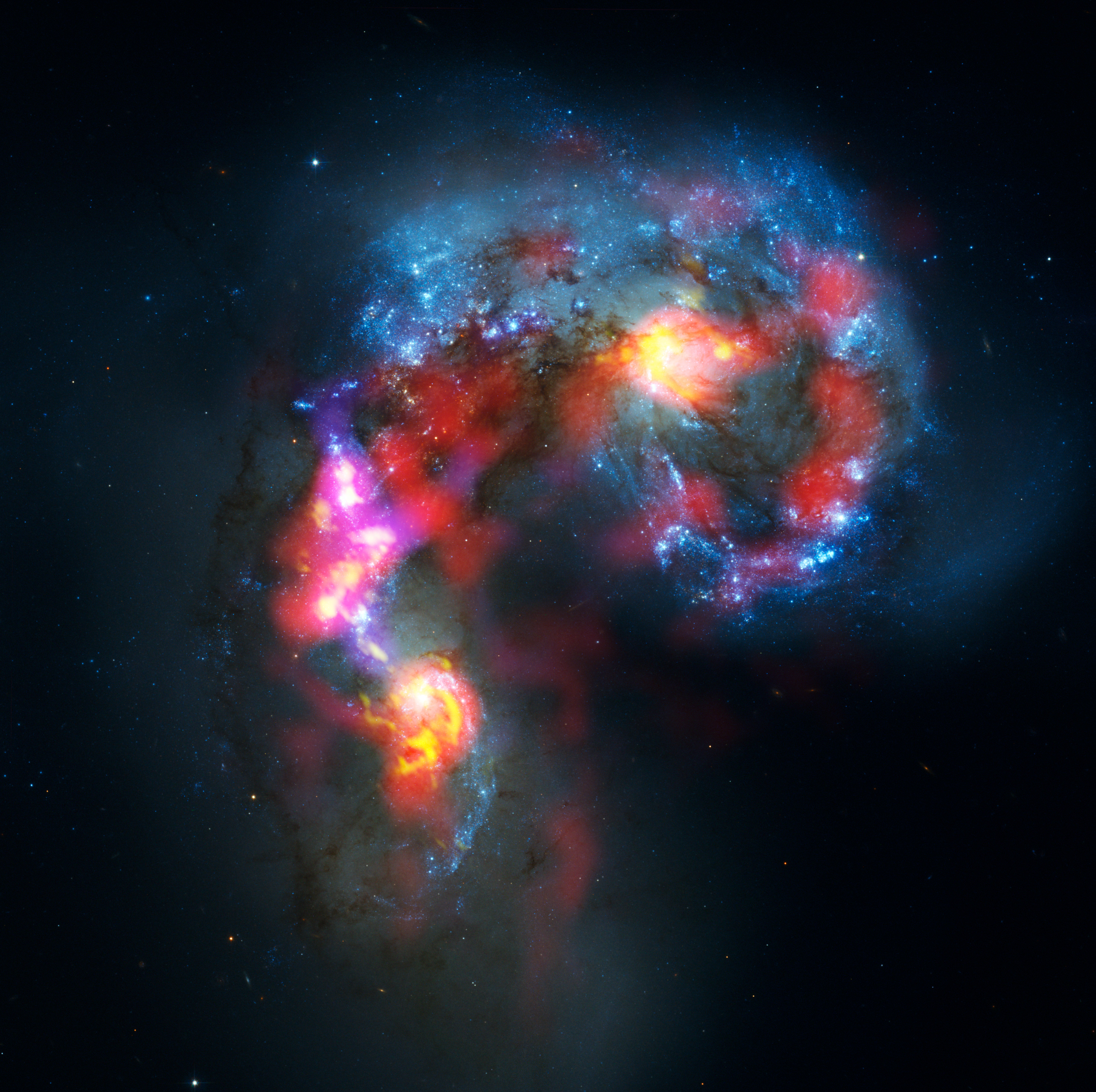
Složený snímek Tykadel z ALMA a HST.